# Deepstaria
Deepstaria Russell, 1967 è un genere di scifomeduse della famiglia Ulmaridae, l'unico genere della sottofamiglia Deepstariinae.

## Descrizione
Le meduse Deepstaria sono riconoscibili dal loro corpo molto sottile, con un'ombrella estesa e l'assenza di tentacoli; di contro possiedono lunghe braccia orali – una caratteristica tipica delle meduse Scyphozoa. Per via della sottigliezza della campana rispetto alle sue dimensioni, queste meduse si spostano contraendola ad ondate alterne, in un movimento di tipo peristaltico.
Il nome del genere proviene dal sommergibile Deep Star 4000, che raccolse l'olotipo della specie tipo D. enigmatica il 22 ottobre 1966.

## Biologia
Gli esemplari di Deepstaria si nutrono di copepodi ed altri animali marini di piccole dimensioni. Si ritiene che restino immobili in posizione verticale, attendendo che le prede entrino nella campana, per poi contrarla rapidamente, richiudendola. La preda viene quindi punta dalle nematocisti presenti nella subumbrella e neutralizzata, prima di venire trascinata nella cavità gastrica.

## Tassonomia
Anche se molto simili, i sistemi WoRMS e ITIS differiscono leggermente nel classificare le specie di Deepstaria: mentre il primo riconosce due specie, il secondo ne identifica unicamente una, l'olotipo:
- Deepstaria enigmatica Russell, 1967[3]
- Deepstaria reticulum Larson, Madin & Harbison, 1988[2]